# 아소카의 기둥

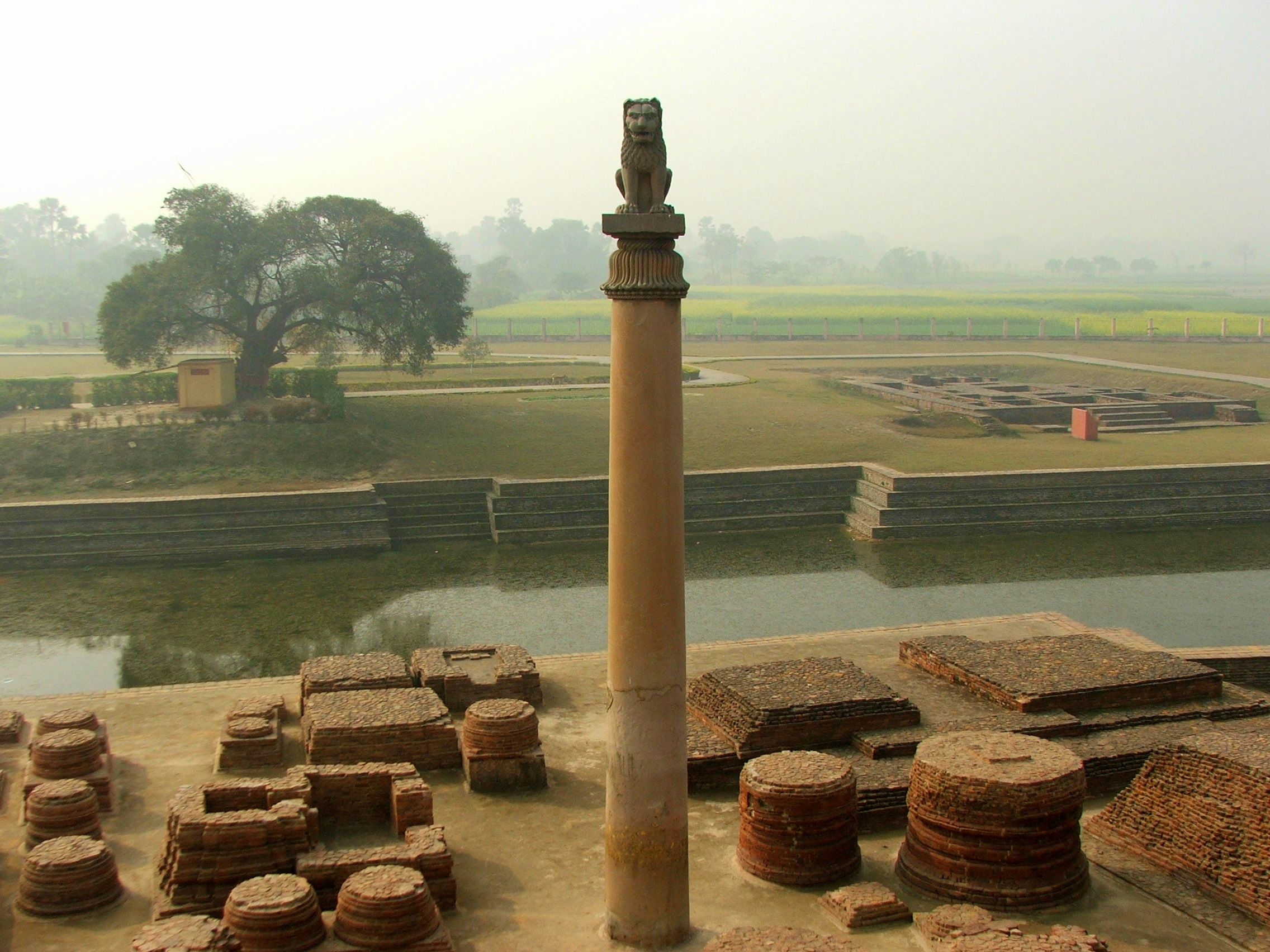
바이샬리의 아소카 기둥.

아소카의 기둥(pillars of Ashoka)은 기원전 268년부터 232년까지 인도의 마우리아 제국을 다스렸던 아소카의 칙령이 새겨진, 혹은 아소카 대제의 치세 기간 동안에 돌로 제작되어 세워진 기둥으로 인도 대륙 전역에 걸쳐 흩어져 있다. 아소카는 자신의 이름이 붙은 기둥을 가리킬 때 담마 텀바(Dhaṃma thaṃbhā), 즉 '법(담마)의 기둥'이라는 표현을 사용했다. 번역될 때는 아소카 석주(石柱)라고도 불리며, 신라의 승려 혜초(慧超)가 쓴 《왕오천축국전》(徃五天竺國傳)에는 당(幢)이라고 부르고 있다.
아소카의 기둥은 거의 모두 불교 사원, 석가모니 부처의 생애와 관련되어 있거나 그의 순례 장소 등 많은 중요한 유적지에 세워졌다. 그 기둥들 중 일부는 비구와 비구니들을 대상으로 하는 내용의 비문을 싣고 있으며 아쇼카 자신의 방문을 기념하기 위해 세운 것도 있다.
아소카가 세웠던 석주 가운데 그의 칙령을 기록한 것까지 포함하여 20주 가량의 기둥이 현존하고 있는데, 이 가운데 꼭대기의 동물 문양까지 온전하게 보존된 것은 7주밖에 되지 않으며 두 기둥이 투글루크 왕조의 피루즈 샤 투글루크(Firuz Shah Tughlaq)에 의해 델리로 옮겨진 이래로 무굴 제국의 통치자들에 의해 몇 개의 기둥들이 더 그 위치가 옮겨졌으며, 이 과정에서 꼭대기에 새겨져 있던 동물 문양은 제거되었다. 평균 높이는 12~15m(40~50자)이고, 무게는 각각 최소 50톤에서 60톤까지 나가며, 때때로 수백 마일의 거리를 운반되어 세워지기도 하였다.
아소카의 기둥은 인도에서 발견된 가장 오래된 석조 조각 유물 중 하나로써 인도 역사의 중요한 건축물이자, 마우리아 양식을 상징하는 기념물이기도 하다. 아소카의 기둥보다 더 오래된 것은 아소카의 기둥보다 조금 더 앞서 제작된 파탈리푸트라 기둥 장식밖에 없다. 기원전 3세기 이전 인도에서는 건축물의 주요 재료로 석재보다는 목재를 주로 사용했으며, 페르시아와 그리스(헬레니즘 제국)와의 상호작용에 따라 인도에서도 석재가 채택되었을 것으로 생각된다. 이 아소카의 기둥의 꼭대기 부분을 장식한 사자 모양의 장식을 그래픽으로 표현한 디자인이 1950년에 인도 공화국의 국장(國章)으로 채택되었다.
주요 기둥은 인도 비하르주, 우타르프라데시, 마디야프라데시, 하리아나 등의 주의 일부 지역에 있다.

## 아소카 대제와 불교

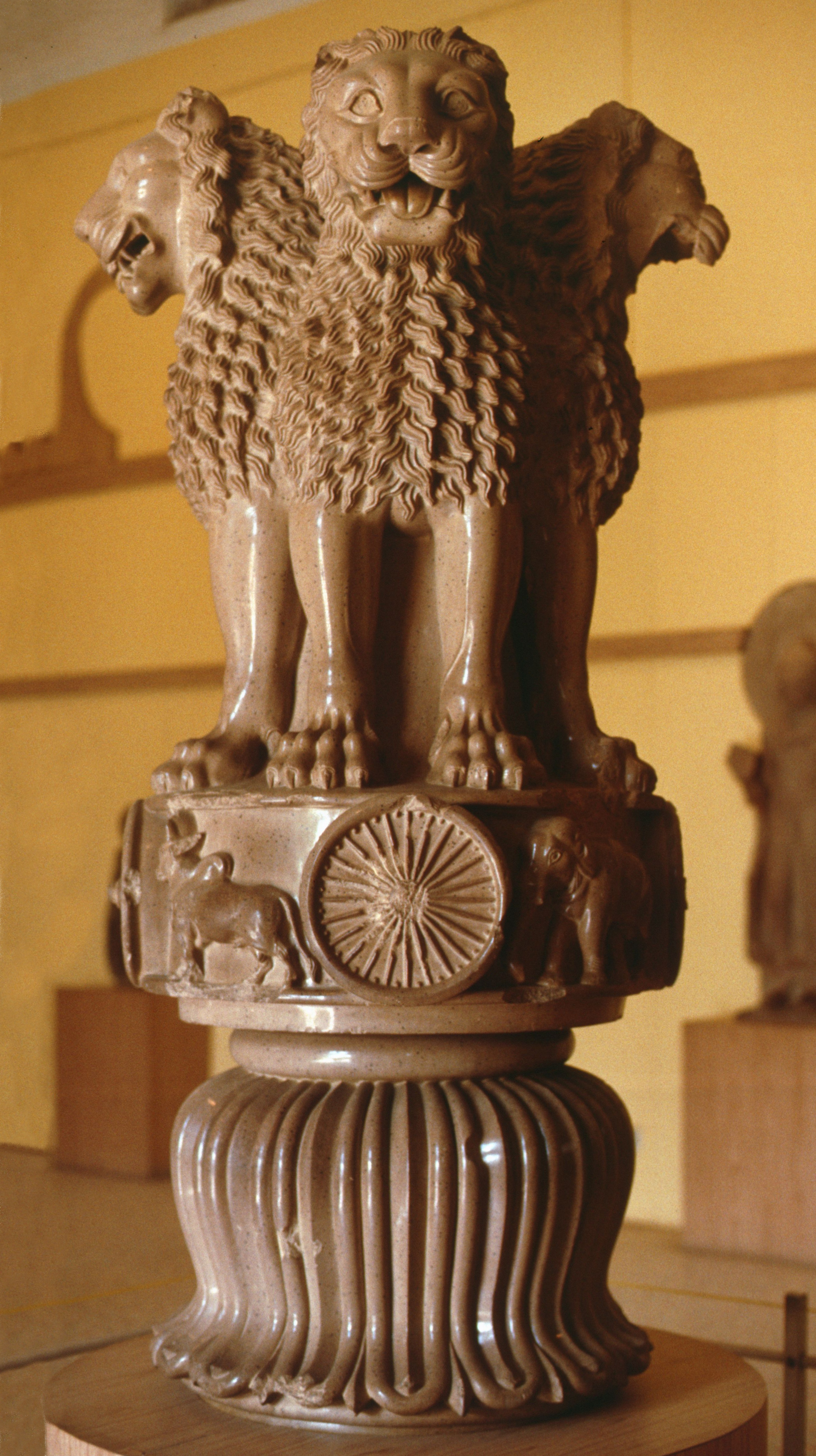
사르나트의 아소카 기둥 꼭대기를 장식했던 사자주두. 아소카의 기둥은 매우 사실적인 묘사와 독특하게 다듬어진 마감재를 사용하여 석면 표면을 반짝이도록 보이는 효과를 내었다. 기원전 3세기 제작.

아소카는 기원전 269년 할아버지 찬드라굽타 마우리아가 세운 마우리아 제국을 이어받았다. 황제로써 재위 초기에는 폭군이라는 평을 받았던 아소카 대제는 즉위 8년 후 그가 칼링가에서 벌였던 참혹한 전투에 대해 "수십만 명의 사람들이 추방되고 10만 명이 죽었으며, 그만큼 많은 사람들이 희생되었다"고 자신의 칙령에서 술회하였다. 이후 아소카는 수많은 목숨을 짓밟은 것에 대한 참회로 불교로 개종했고, 불교는 국교의 지위까지 격상되지 않았음에도 아소카의 지지를 받으며 북인도의 지방 종교에서 인도 전역으로 급속도로 확산되었고, 나아가 기독교와 같은 세계 종교의 지위로 격상될 토대를 마련하였다. 아소카 석주에 새겨진 글들 역시 불교 교리에 기초한 도덕에 관한 칙령을 명시하고 있다.

### 건설
기존의 통설은 아소카의 기둥에 사용된 부재는 모두 바라나시 남쪽의 천아르에서 채석되었고 조각되기 전이나 후에 각각의 장소로 옮겨졌다고 보았으나 최근에는 그러한 학설이 의심받고 있으며 기둥들은 두 종류의 돌로 조각된 것으로 보인다. 일부는 마투라 지역에서 발견되는 붉은 사암과 흰 사암으로, 다른 일부는 보통 바라나시 근처의 천아르에서 발견되는 작고 검은 점들이 있는, 표면에서 광택이 나고 촉감이 매끄러운 사암이다. 기둥에 새겨진 무늬 및 조각의 기법이 모두 일정한 것은 이들이 모두 같은 지역의 장인들에 의해서 조각된 것임을 암시한다.
아소카의 기둥은 두 부분으로 나뉘어 조각되었고 그 부위는 크게 네 곳으로 구분할 수 있다. 머리의 세 부분이 하나의 석재에 조각되어 있으나 종종 다른 석재가 묵직한 금속 장부촉으로 이어져 있기도 하다. 기둥의 몸 부분은 곧고 매끄럽게 뻗어 있고 단면은 원형으로 윗부분으로 갈 수록 약간 가늘어지며, 하나의 돌로 조각되어 있다. 바닥에는 뚜렷한 밑받침이 없고 아랫부분은 연꽃잎 모양으로 완만하게 굽어지는 것처럼 처리하고 있다.
관판(冠板)은 모난 것과 평평하고 둥글게 장식된 것 두 가지 유형으로 나뉘며, 이들은 서로 비율이 다르다. 꼭대기에 얹는 동물 형태의 조각은 마우리아 미술의 걸작이며, 앉거나 선 형태로 사방을 빙 둘러보는 모습으로 관판과 함께 한 조각으로 짜여 있다. 아마도 아소카의 기둥 전부 또는 대부분은 원래 꼭대기에 동물 조각이 새겨져 있었을 것으로 보이며, 이러한 조각들 또한 석가모니 부처의 생애의 사건들을 기념하기 위해 사용되었다.
현재 아소카의 기둥을 장식했던 동물 조각상은 7개가 남아 있다. 이것들은 '인도 석조의 중요한 1차 군집'이라는 형태를 띠고 있으며 구리된 동물 조각상을 목조 기둥 위에 장식하던 기존 건축 전통에서 유래되었다고 생각되지만, 그 가운데 어느 것도 오늘날까지 전해지지 않는다. 또한 아소카의 기둥으로 알려진 것들 가운데 일부는 아소카 대제의 치세보다 앞선 시기에 제작된 것일 가능성이 있다.

### 유래

#### 서방 유래
아소카의 기둥의 조형 유래에 대해 아케메네스 제국의 영향력을 거론하는 많은 논의가 있었다. 페르세폴리스에서 지붕을 받치고 있는 기둥의 머릿장식들과 유사하다는 점, 그리고 아소카의 사르나트 사자 장식의 "다소 차갑고 상형적인 스타일"은 특히 "확실한 아케메네스와 사르고니드 영향"을 보여준다는 것이었다. 인도와 아케메네스 제국은 기원전 500년경부터 기원전 330년까지 아케메네스의 인더스 정복 이후 긴밀한 관계를 유지해 왔다.
헬레니즘적인 영향 또한 지적되었다. 특히 일부 기둥의 관판(특히 람푸르바의 황소, 산카샤의 코끼리 조각이나 알라하바드 기둥의 머릿장식)에서는 비드 앤 릴 패턴 무늬, 둥근 모양의 쇠시리, 불꽃, 연꽃 같은 모티브의 띠두름 장식을 사용하는데, 이는 그리스와 근동 예술에서 비롯되었을 가능성이 높다. 그러한 예는 마우리아 제국의 수도 파탈리푸트라 유적에서도 볼 수 있다.

또한 그리스 델포이의 종교적 중심지에 자리하고 있었던 12.5m 이오니아 양식의 기둥으로 꼭대기에 스핑크스가 장식되어 있는 낙소스의 스핑크스와 같은 6세기 그리스 기둥이 아소카의 기둥에 영감을 주었을지도 모른다는 의견도 제기되었다. 스파르타, 아테네 또는 스파타에서와 같이 고대 그리스에서 스핑크스로 왕관을 씌운 비슷한 기둥들이 많이 발견되었고, 일부는 장식용 기둥으로 사용되었다. 인간 암컷의 얼굴을 한 사자 그리스 스핑크스는 사나운 힘을 가졌다고 여겨졌고, 종종 사원이나 왕릉의 입구를 측면으로 하여 후견인으로 생각되었다.

#### 인도 유래
드바자(Dhvaja, 군기)

존 어윈(John Irwin)과 같은 일부 학자들은 아소카의 기둥의 유래를 페르시아 또는 그리스에서 찾으려는 일반적인 학설에 대한 반박과 재평가를 추구하였다. 어윈은 아소카의 기둥은 전투 중에 인도 군인들이 가지고 있던 드바자 또는 군기(軍旗)를 나타낸다고 주장하였는데, 인도에서는 이것이 적들에 의해 파괴될 경우 그들의 적들에게 불행을 가져온다고 여겨졌다. 바르후트 스투파의 표면에는 가루다드바자(Garudadhvaja)를 싣고 말에 탄 여왕 같은 인물을 묘사하고 있다. 인도 비디샤에 있는 헬리오도루스 기둥 역시 가루라드바자로 불리기도 하였는데, 가루다드바자는 말 그대로 '가루다 군기'라는 뜻으로 기원전 2세기 전후의 기둥이 드바자(dhvaja)로 불렸던 가장 초기의 기록적인 돌기둥일 것이다.
양식 논쟁

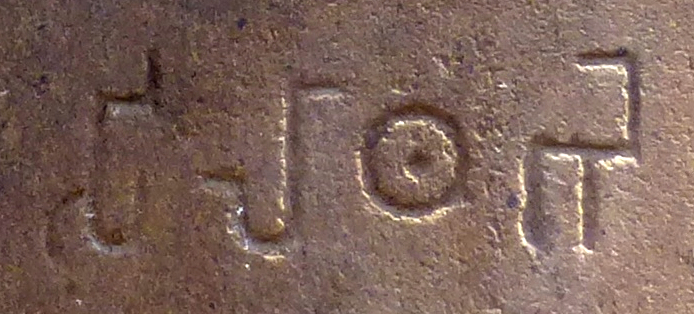
아소카 황제는 자신의 기둥을 시라 타베(Silā Thabhe, 𑀲𑀺𑀮𑀸𑀣𑀪𑁂, 돌기둥)이라고도 불렀다. 사진은 룸비니 기둥에 세워진 것으로 브라흐미 문자로 되어 있다.

서방으로부터의 영향, 특히 아케메네스 페르시아 제국의 페르시아 기둥과의 연관성은 일반적으로 받아들여지고 있지만, 아소카의 기둥과 비교해 보면 여러 가지 차이가 있다. 페르시아 기둥은 분할 형태로 지어지는 반면 아소카의 기둥은 보다 후기 로마식 기둥과 같은 단층으로 되어 있다. 대부분의 페르시아 기둥이 표면이 평탄한 반면 마우리아식은 매끄러운 축을 가지고 있으며, 아소카의 기둥은 그 자체로 개별적인 독립 기념물인 반면 페르시아 기둥은 한 건물의 부속물로써 지지 구조물 역할을 한다. 또한 장식 측면에서도 양자는 서로 다른 면을 보인다. 인도의 역사학자 어핀더 싱(Upinder Singh)은 이들 각각의 유사성과 차이점을 지적하며 "모든 아소카의 기둥이 페르시아의 영향력으로부터 기인한 것이 아니라면, 그들은 선사 시대에 아대륙 내에 문서화되지 않은, 목조 조각의 전통과 같은 증거물을 남겼을 것이 틀림없다. 그러나 돌에서 나무로의 이행은 의심할 여지 없이, 마우리아 황제의 제국주의적 취향과 야망에 의해 촉발된 하나의 장대한 도약이었다(If the Ashokan pillars cannot in their entirety be attributed to Persian influence, they must have had an undocumented prehistory within the subcontinent, perhaps a tradition of wooden carving. But the transition from stone to wood was made in one magnificent leap, no doubt spurred by the imperial tastes and ambitions of the Maurya emperors)."고 평하고 있다.
서양에서 어떤 문화 예술적으로 차용한 부분이 있고 없고에 상관없이, 아소카의 기둥은 파탈리푸트라 시나 바라바르 동굴과 같은 많은 마우리아 미술과 건축적 기량과 함께 그들의 업적으로 두드러지게 남아 있으며, 종종 당시의 나머지 세계와 우호적으로 비교되기도 한다. 마우리안 조각 미술에 대해 영국의 고고학자로 1902년부터 1928년까지 인도의 고고학 조사 총국장을 맡아, 인더스 문명의 하라파, 모헨조다로 유적의 발굴을 감독했던 존 마셜(John Marshall)은 다음과 같이 언급한 적이 있다. "모든 마우리아 작품의 특징을 보여주는 뛰어난 정밀성과 정확성에 대해 우리가 감히 말할 수 있는 것은, 아테네 건축의 최전성기에조차도 그것을 뛰어넘었던 기술은 없었다는 것이다."(extraordinary precision and accuracy which characterizes all Mauryan works, and which has never, we venture to say, been surpassed even by the finest workmanship on Athenian buildings).

## 현존하는 아쇼카 왕의 기둥
람푸르바에 두 개, 바이샬리, 로리야 아라라즈, 로리아 난단가르에 각기 하나씩 배치된 아소카의 기둥 다섯 주는 파탈리푸트라에서 네팔 계곡으로 가는 고대 왕립 고속도로의 진로를 표시하기 위한 목적으로 세워졌을 가능성이 있다. 몇 개의 기둥은 훗날 무굴 제국의 통치자들에 의해 옮겨졌고, 머릿장식으로 올려져 있던 동물 조각은 제거되었다.
중세 중국에서 인도를 방문했던 승려들의 기록에는 오늘날에는 소실되어 아소카의 기둥에 대한 목격담이 실려 있는데, 법현은 기행문 《불국기》에서 여섯 주를 기록했고 현장은 《대당서역기》에서 15주를 기록하였으며, 신라의 승려 혜초가 쓴 《왕오천축국전》에도 바라나시 국에 있었던 아소카의 기둥이 언급되어 있다. 법현과 현장 두 승려가 언급한 아소카의 기둥 가운데 오늘날까지 전하는 것은 다섯 주 뿐이며 혜초가 바라나시국에서 보았던 아소카의 기둥이 현재 바라나시와 사르나트에서 확인된 아소카의 기둥과 같은 것인지는 확인할 수 없다(한국의 실크로드학자 정수일은 다르마라지카 서북쪽 30여 미터 거리에 있는 이 석주가 곧 혜초가 보았던 그 석주라고 보았다). 가장 큰 동물 조각상들과 서명이 새겨진 모든 남아있는 기둥들은 다음과 같다.

### 목록

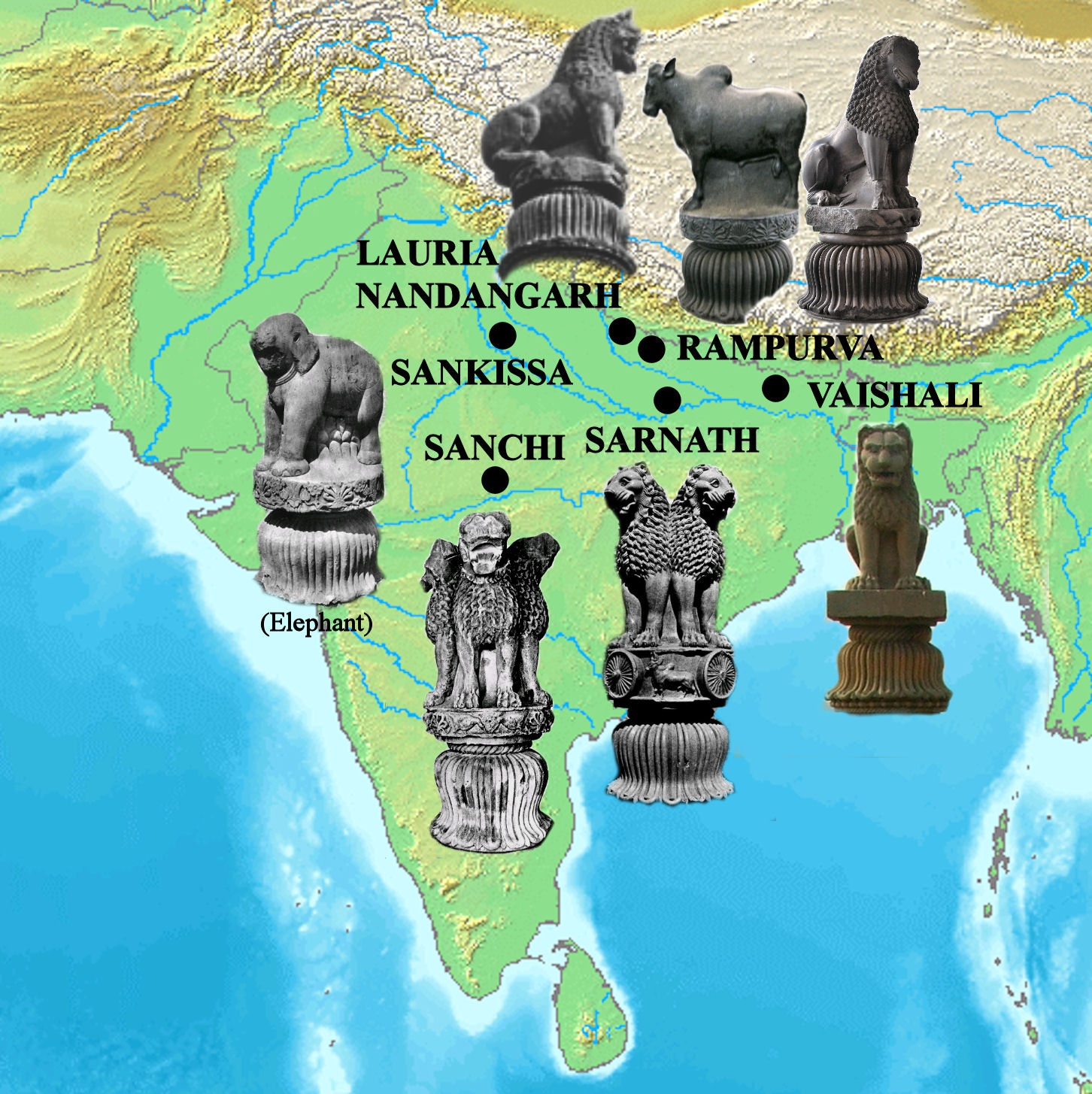
알려진 기둥 머릿장식의 지역적 분포

- 델리 페로즈 샤 코틀라의 델리 토프라. 아소카 황제의 칙령 I, II, III, IV, V, VI, VII이 새겨져 있고, 1356년에 피루즈 샤 투그루그에 의해 하리아나 주의 야무나 나가르에 있는 토프라 카란(Topra Kalan)에서 델리로 옮겨졌다.[33]
- 델리 리드제의 델리 미러트. 아소카 황제의 칙령 I, II, III, IV, V, VI이 새겨져 있고, 1356년에 피루즈 샤 투크루그에 의해 미러트에서 델리로 옮겨졌다.[33]
- 네팔 룸비니 부근 니갈리 사가(또는 니길리바, 니길리하와). 머릿장식이 소실되었으며 아소카 황제의 칙령이 기록되어 있다. 아소카 황제 치세 20년(기원전 249년)에 세워졌다.[33]
- 네팔 룸비니 인근 룸민데이(Rummindei). 아쇼카 왕 재위 20년(C. 249 BCE)에도 아소카 황제의 룸비니 순례를 기념하기 위해 세워졌다. 머릿장식은 없어졌지만, 말이었음이 확실하다.[33]
- 우트라 프라데시의 알라하바드 기둥. 원래 카우삼비에 위치해 있었으며, 자한기르에 의해 알라하바드로 옮겨졌을 가능성이 있다.; 기둥에는 칙령  I-VI, 여왕의 칙령 및 종파 분립과 관련한 칙령이 새겨져 있다).[33]
- 비하르 주 참파란의 람푸르바. 두 기둥으로 사자와 함께 기둥 명문으로 아소카 황제의 칙령 I, II, III, IV, V, VI이 새겨져 있고, 관판의 황소 모양의 머릿장식은 그리스식 인동초 무늬와 종려잎 무늬에서 영향을 받은 것이다.[33]
- 마디아프라데시 주의 주도 보팔(Bhopal) 인근 산치. 네 마리 사자 조각이 남아 있으며 종파 분립과 관련한 칙령이 새겨져 있다.[33]
- 우트라 프라데시 주의 바라나시 인근 사르나트. 네 마리 사자 조각이 남아 있으며, 기둥에 명문이 남아 있고, 종파 분립과 관련한 칙령이 새겨져 있다.[33] 인도의 국장으로 유명한 아소카 황제의 4면 사자상이 새겨져 있는 기둥이다.
- 비하르 주 참파란의 라우리야 란단가르, 한 마리 사자, 아소카 황제의 칙령 I, II, III, IV, V, VI이 새겨져 있다.[33]
- 비하르 주 참파란의 라우리야 아라라즈. 아소카 황제의 칙령 I, II, III, IV, V, VI이 새겨져 있다.[33]
- 비하르 주 바라나시. 한 마리 사자가 새겨져 있고, 명문은 없다.[33]

아마라바티 기둥 조각에 대해서는 해독하기 어려운 브라흐미 문자 6행으로 구성되어 있을 뿐이라 논란이 있다. 해당 명문에서는 오직 vijaya(승리)라는 단어만이 확인되고 있는데, 아소카 황제의 시대에 사용되었던 단어임은 틀림없다. 이에 관한 자세한 연구를 제공하는 역사학자 겸 금석학자 디네쉬찬드라 시르카(Dineshchandra Sircar, 1907–1985)는 아소카의 기둥에 속하는 것으로 간주하였다.
| 완전하거나 혹은 일부 문자가 남아 있는 아쇼카의 기둥 |
| - 바이샬리 기둥 - 라우리아 난단가르 기둥 - 라우리아 아라라즈 기둥 - 델리 미루트 기둥. 원래는 미루트에 있었고 운송 도중에 조각조각 부서졌다. - 델리 토프라 기둥(원래는 토프라 칼란에 있었다). - 알라하바드 기둥(원래는 코삼비에 있었다). - 룸비니 기둥(반파되었다). 담은 20세기에 보호를 위해 설치된 것이다. - 사르나트 기둥 - 산치 기둥 - 람푸르바 기둥 - 니갈리 사가르 기둥 - 아마라바티 기둥의 명문이 새겨진 부분. Modern image 1, 2. |

### 명문이 남아 있지 않은 기둥들
또한 아소카의 기둥으로 알려진 파편도 몇 개 있는데, 비문의 명문이 남아 있지 않은 것으로 카우삼비, 고티하와, 프라흐라드푸르(현재의 바라나시 국립 산스크리트 대학), 파테하바드, 보팔, 사다갈리, 우다이리-비디카리, 마샤르, 사디카드, 바스티카 그리고 1908년 폭동으로 파괴되었던 바이어론(베나레스의 라트 바이로)의 부러진 기둥도 있다. 법현과 현장은 석가모니 부처의 열반지로 알려진 쿠시나가르와 슈라바스티(사위성)의 제타바나 정사(기수급고독원), 마가다의 수도로 기원정사가 소재했던 곳으로 알려진 라자그리하(왕사성), 마하살라 등에 아소카가 세운 기둥이 있었다고 기록했고, 신라의 승려 혜초는 바라나시에서 본 아소카 황제의 석주를 언급하고 있지만, 법현과 현장이 본 기둥은 오늘날까지도 복구되지 않고 있다.
| 명문이 남아 있지 않은 아쇼카의 기둥의 파편 |
| - 카우삼비 - 고티하와 - 부다가야 (원래는 쉬아타 스투파 가까이 있었는데 1956년에 인도의 가야로부터 옮겨온 것이다). - 파탈리푸트라에서 발견된 아소카의 기둥 밑동. - 바와니푸르 루판데이의 아소카의 기둥의 밑동. |

## 기둥의 머릿장식

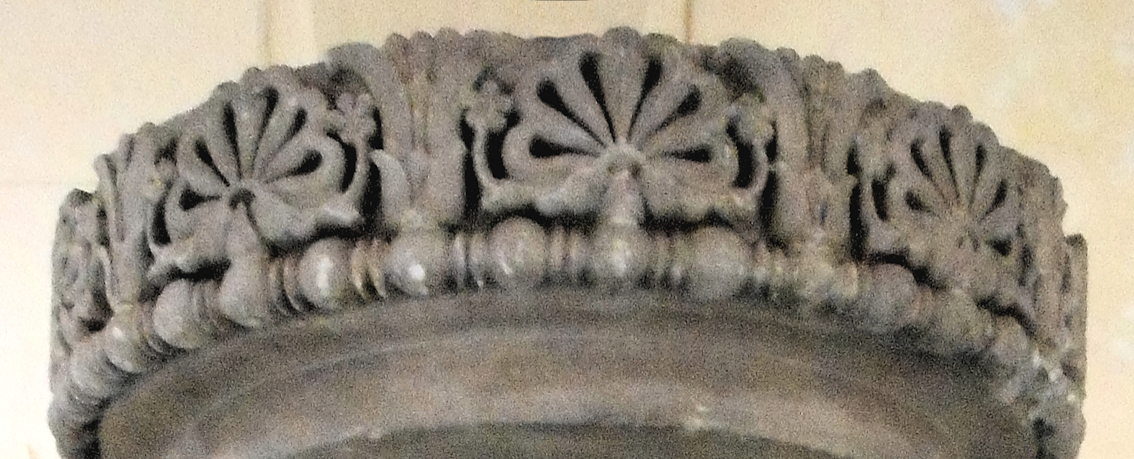
알라하바드 기둥의 관판. 아소카가 알라하바드에 세웠던 기둥의 머릿장식 가운데 유일하게 남아있는 부분이다.

아소카의 기둥을 장식했던 머릿장식 조각 가운데 모두 7개가 완전한 형태로 보전되어 있는데, 그 가운데 다섯 개가 사자, 나머지 둘은 코끼리와 황소(인도혹소)이다. 다섯 개의 사자 장식 가운데 하나인 사르나트의 사자 조각은 인도의 국장이 되었다. 동물 모양의 머릿장식은 연꽃잎 무늬를 바탕으로 구성되어 있으며, 꽃이나 도상 또는 동물의 무늬로 장식되는 관판은, 각각 인도의 전통적인 방위를 상징하는 동물들에 맞춰 정해졌다.

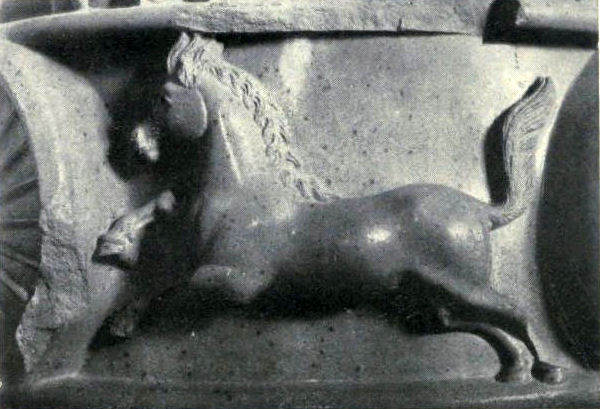
사르나트에 있는 아소카의 기둥에 새겨진 말의 부조는 헬레니즘적 사실주의 묘사의 사례로서 자주 거론된다.

이러한 머릿장식의 설계에는 다양한 외국의 영향들이 그 유래로 설명되어 왔다. 룰루랄라연꽃잎 무늬 머릿장식 위에 놓이는 동물의 조각은 아케메네스조 페르시아에서 유행했던 기둥의 모양을 연상시킨다. 기둥의 관판은 또한 그리스 예술의 영향력을 강하게 보여주는 듯 하다: 람푸르바 황소나 산카사 코끼리의 경우, 그것은 야자수잎을 부채꼴 모양으로 양식화한 팔메테(palmette)와 작은 로제테(장미꽃송이 무늬)가 교대로 인동초와 같은 모양의 나뭇가지를 구성하고 있다. 알라하바드 기둥에서도 비슷한 종류의 디자인을 볼 수 있는데, 이러한 디자인은 그리스와 근동 예술에서 유래된 것으로 보인다. 이 조각을 제작한 이들은 아마도 이웃한 셀레우코스 제국, 특히 인도로 가는 관문에 위치한 아이하눔과 같은 헬레니즘 도시 출신이었을 것이며 대부분은 파탈리푸트라 머릿장식 유물에서도 같은 디자인과 모티브들을 볼 수 있다.
부다가야의 마하보디 사원에 있는 바즈라사나(금강좌) 조각은 기원전 260년경에 제작된 또 다른 사례로서, 아소카의 기둥들에서 발견되는 것과 비슷한 팔레트와 거위가 새겨져 있다.
연대기적 순서
스타일 및 기술 분석을 토대로, 아소카의 기둥들이 세워진 시기에 대해 잠정적인 연대를 세우고 그 순서를 매길 수 있다. 가장 초기의 것은 바이샬리 기둥인 것 같은데, 기둥이 전체적으로 통통하면서도 짧으며 머릿장식의 경우에도 다소 경직된 자세와 조각양식으로 제작된 사자와 아직 장식이 들어가지 않은 네모난 관판으로 이루어져 있다. 다음으로 산키사 코끼리와 람푸르바 황소가 시기상으로 그 이후에 제작된 것으로 보이는데, 이 시점까지도 마우리아 양식이 드러나지 않고 있으며, 연꽃무늬와 팔레메트가 관판에 장식된 헬레니즘 양식을 드러낸다. 이후의 관판에는 라우리아 난단가르와 람푸르바 사자 기둥에서 햄사 거위라는 새를 동물 장식으로 사용했고, 산치와 사르나트에서는 한 마리의 동물만이 아니라 네 마리로 수가 늘어났으며, 조각 기법에서 새롭고 세련된 동물과 상징적인 의미가 담긴 관판(코끼리, 황소, 사자, 법륜과 번갈아 달리는 말)으로 그 기술의 완성도를 다하였다.
다른 연대 비정도 제안되었는데, 예를 들어 아소카의 기둥에 새겨진 비문의 양식을 비교하면, 양식적으로 가장 정교한 기둥은 아소카의 칙령을 새긴 비문 가운데서도 질이 다소 좋지 못한(즉 산치나 사르나트 기둥에 새겨져 있는 종교 관련 칙령, 유일한 비문) 형태를 가지고 있기 때문이다. 이러한 접근 방식은 앞서 소개한 접근 방식에 거의 역순을 제공한다. 어윈에 따르면, 산키사 코끼리와 람푸르바 황소 기둥은 아소카 치세 이전의 것이다. 아소카는 그 후 사자 조각으로 유명한 사르나트 기둥을 세우는 과정에서 옛 아케메네스조 페르시아 출신의 장인(페르시아 양식과 헬레니즘 양식을 두루 구사할 줄 알았을 것이다)에게 건축을 의뢰하였을 것이고, 이에 반해 (산치나 코삼비, 알라흐바드와 같은 시대의) 기둥에 새긴 브라흐미 문자는 석재 조각이 아직은 인도에서 신기술이었던 시대에 경험이 다소 부족한 없는 인도 출신 조각가에 의해서 새겨졌다고 한다. 아소카 대제가 외국으로부터 온 기술자와 예술가들을 돌려보낸 뒤 짧은 기간에 걸쳐 양식이 퇴화하였고, 아소카 재위 말기에 세워진 칙령이 새겨진 주요 기둥들의 경우 오늘날의 기준에서 보면 매우 훌륭한 기교를 보이지만 로리아 난단가르 사자와 람푸르바 사자와 마찬가지로 연관된 머릿장식으로 올린 사자 조각물에서는 초기에 세워진 것보다는 더 딱딱하고 우아함이 덜한 양식을 보여주었다.
| 아소카의 기둥으로 알려진 머릿장식 (스타일 및 기술 분석에 따라 연대순으로 정렬하였다) |
| - 바이샬리 사자상 - 산키라 코끼리상 - 람푸르바 황소상의 실물(현재 뉴델리 라슈트라파티 바반의 인도 대통령 관저에 소장) - 라우리아 나반가르 사자상 - 람푸르바 사자상 - 산치에 있는 4사자상. 예전에는 기둥의 꼭대기에 장식되어 있었던 것으로 추정되고 있다. - 유명한 사르나트의 사자상. |

알라하바드 기둥은 관판과 아랫쪽 밑동, 가장 큰 동물이 소실되었다. 유해는 현재 알라하바드 박물관에 있다.

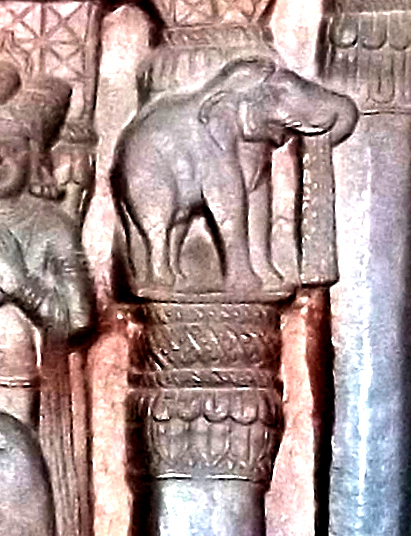
마하보디 사원에 있던 아소카의 기둥 꼭대기를 장식했던 코끼리 조각상. 기원전 100년.

몇몇 경우는 기둥은 사라지고 기둥을 장식했던 머릿장식만 발견된 것도 있다.
- 케사리바(Kesariya). 1862년에 마크햄 키토(Markham Kittoe)에 의해 케사리바 탑에서 발견되었으며, 관판 위로 돌출되지 않은 사자의 뒷다리를 제외하고 라우리바 난단가르 기둥의 것과 비슷하다고 여겨졌다.[33] 이 머릿장식은 현재는 소실되었다.
- 우다야기리 비디샤 (우다야기리 동굴에만 머릿장식이 있다).[33] 다만 이것이 아소카가 세운 것인가에 대해서는 논란이 있다(기원전 2세기 숭가 제국 시절[51] 혹은 굽타 제국 시절[52] 것이라는 설로 나뉜다).

그것은 여러 고대 조각품(기원전 100년, 바르후트로부터의 구제)들과 훗날 중국으로부터 온 순례승들의 기록(5~6세기)에 따르면 아소카가 세운 마하보디 사원에 아소카 기둥이 있고 꼭대기에 코끼리가 올려져 있었다고 알려져 있다.
현장과 같은 중국으로부터 방문한 승려들은 룸비니에 세워진 아쇼카의 기둥은 꼭대기에 말이 장식되어 있었다(현재는 소실)고 보고했는데, 그들의 시대에는 이미 땅에 떨어진 뒤였다.

## 명문
기둥에 새겨진 글에는 상당히 표준적인 글이 들어 있다. 기둥에 새겨진 글들은 다른, 더 많은 수의 아소카 비문들과 합쳐져서 아소카의 칙령으로 알려진 텍스트들의 본체를 형성한다. 이러한 비문들은 오늘날 방글라데시, 인도, 네팔, 아프가니스탄, 파키스탄 등지에 흩어져 있으며 불교에 대한 중요한 1차 자료가 되고 있다. 칙령들은 당시 복잡한 사회 속에 직면하고 있는 몇 가지 문제들을 해결하기 위한 진지한 시도였던 아소카의 '다르마' 정책을 상세히 기술하고 있다. 이 비문에서 아소카 대제는 자신을 데바남피야다시(Devanampiyadasi, 신들의 사랑과 신임을 받는 종)라고 칭하고 있다. 이 비문은 몇 가지 반복되는 주제들을 다루고 있는데, 아소카의 불교 개종과 불교를 전파하기 위한 노력들, 불교적 도덕률과 교훈, 그리고 사회 및 동물 복지 프로그램 등이다. 이러한 칙령들은 아소카의 행정과 다른 종교에 대한 사람들의 행동에 대한 생각에 기초한 것이었다.

### 세부 칙령
여기에는 그들의 헌신을 기록한 비문, 그리고 종파 분립에 대한 칙령과 여왕의 칙령을 포함하고 있다. 이들은 아소카 대제 재위 13년 경에 새겨졌던 것이다.
- 산치 기둥(종파 분립)
- 사르나트 기둥(종파 분립)
- 알라하바드 기둥(종파 분립, 여왕의 칙령 그리고 아소카 황제의 주요 칙령)
- 네팔의 룸비니(상부는 번개를 맞아 부러졌고, 현장이 언급한 원래의 말 머릿조각은 없어졌다) 기둥은 석가모니 부처가 태어난 곳에 아쇼카 왕이 세웠다.
- 네팔의 루판데이 주 룸비니 인근 니갈리 사가(또는 니길리바) 기둥(원래는 붓다 코나카르나나 스투파 인근에 있었다)

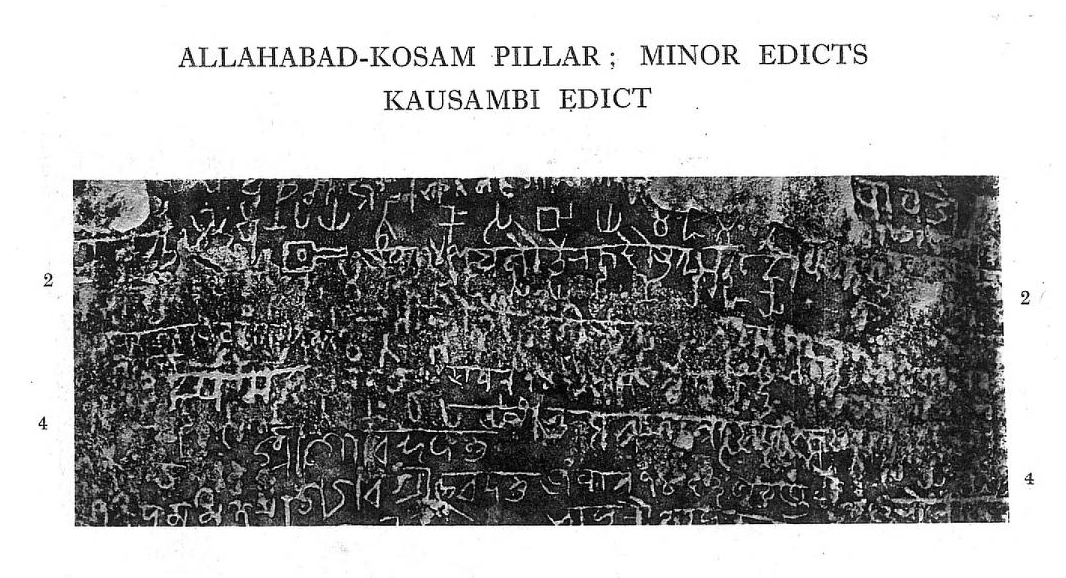
코삼비 알라하바드 종파 분립 칙령.
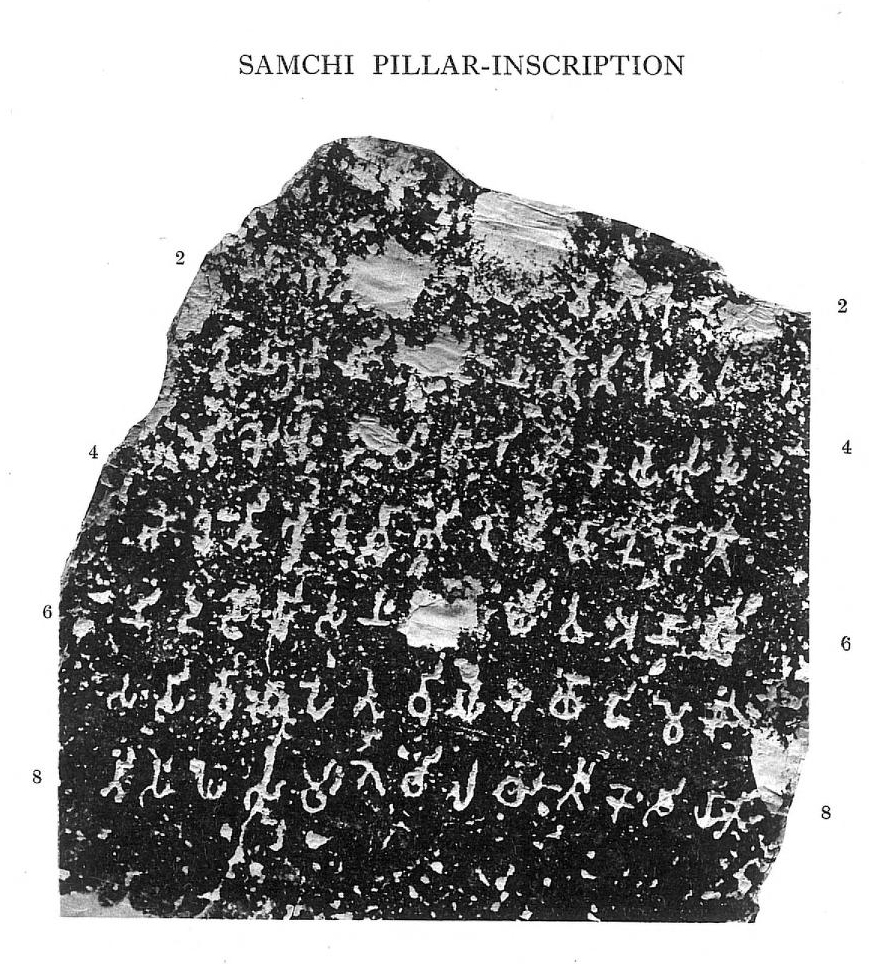
산치 종파 분립 칙령.
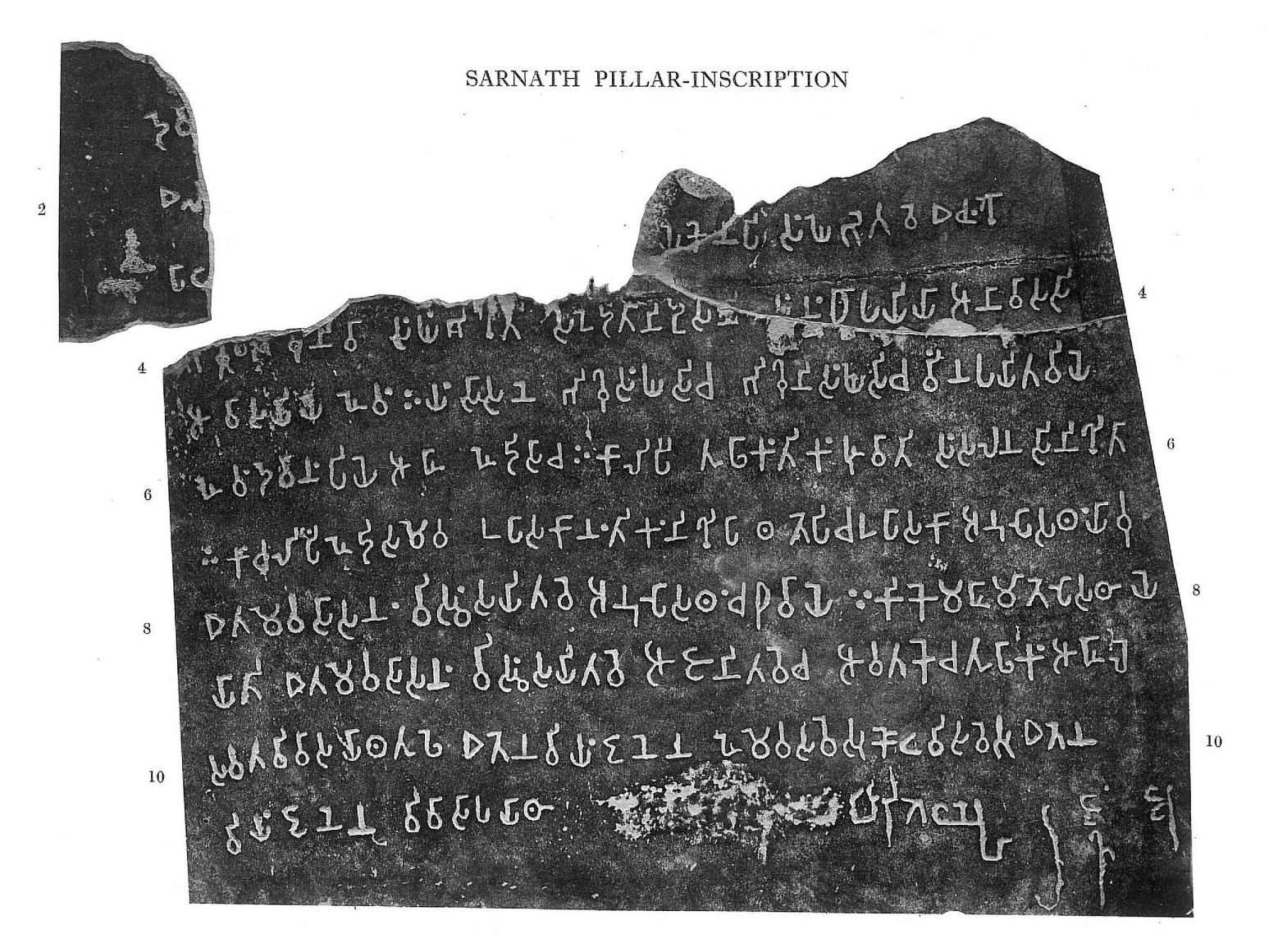
사르나트 종파 분립 칙령.
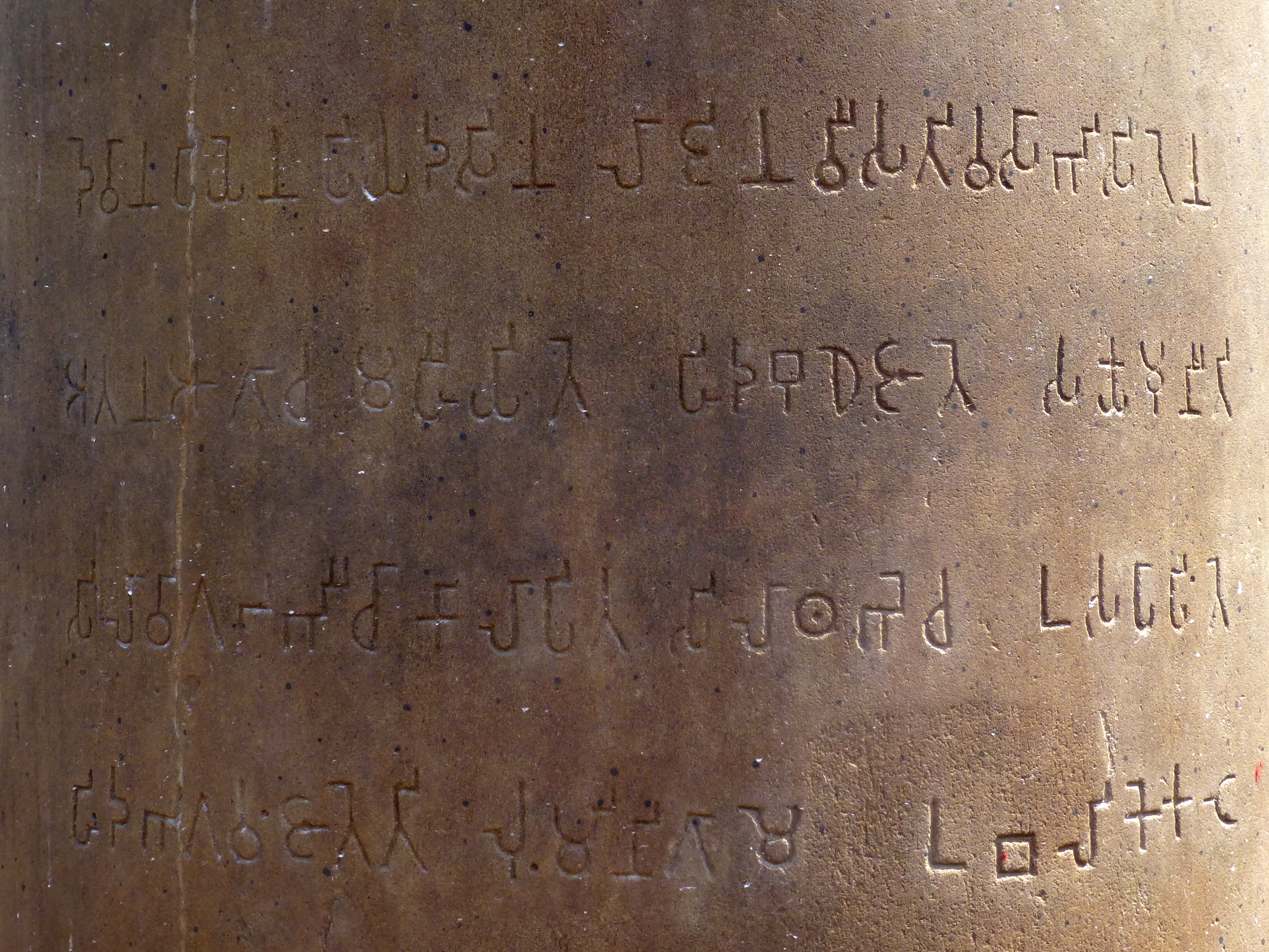
룸비니의 룸민데이.
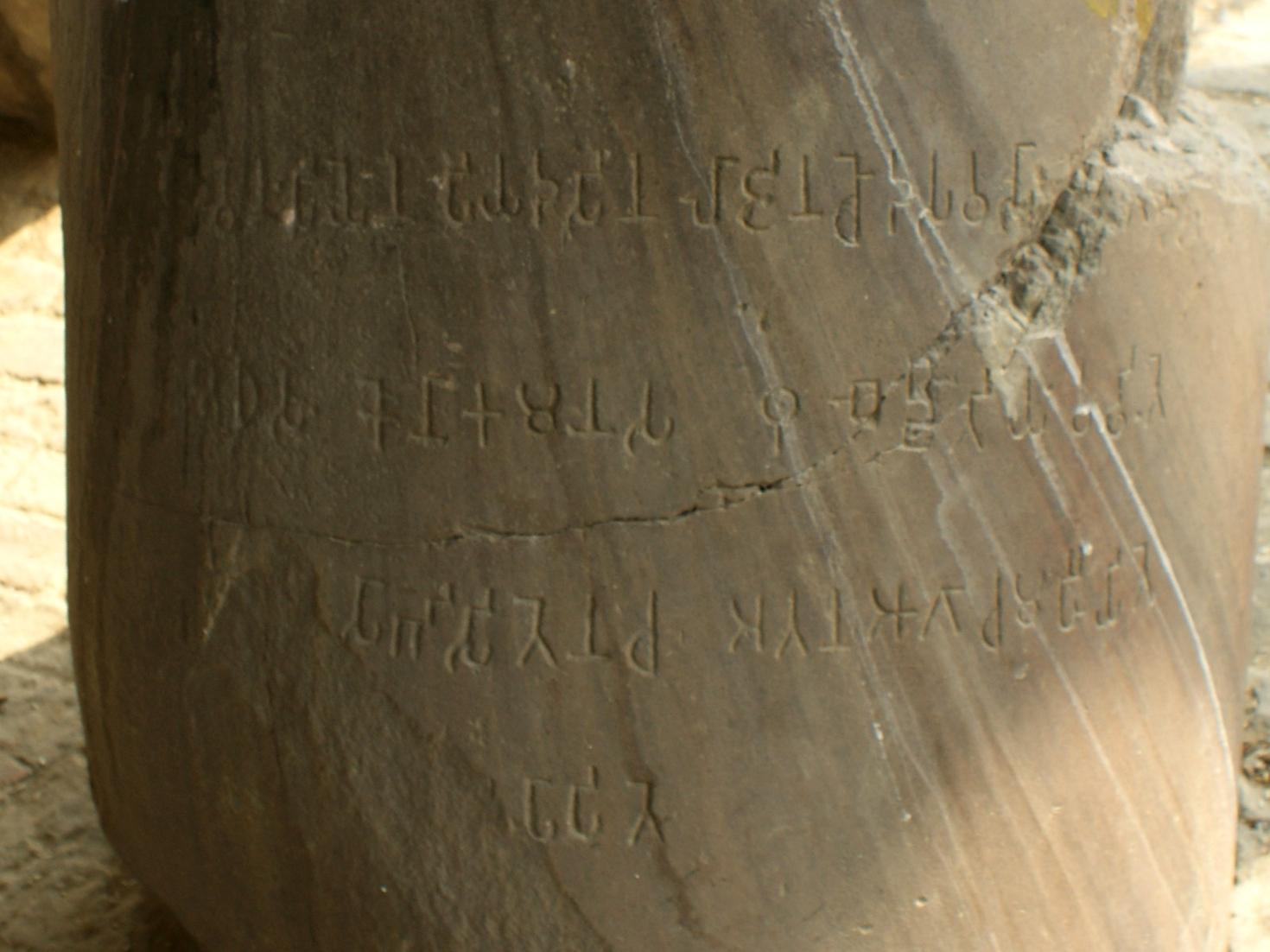
니갈리 사가르

### 주요 칙령

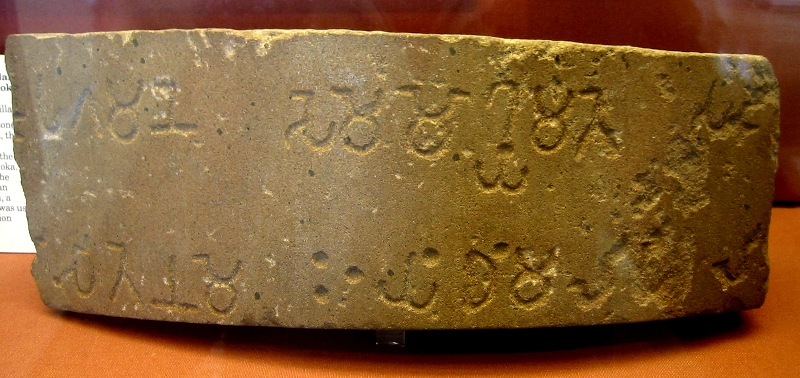
델리 미어루트에서 발견된 6대 아소카 칙령을 실은 기록의 비편. 대영박물관 소장.

아소카 대제의 6대 주요 칙령은 카우삼비(알라하바드), 토프라(현재의 델리), 메루트(현재의 델리), 로리야-아라즈, 로리야-난다랑가르헤, 람푸르바(샹파란)을 가리키며, 델리-토프라 기둥에서 7번째 기둥이 발견되었다.
이들 기둥은 다음과 같은 칙령을 포함한다.:
- I 아소카 대제의 인민 보호 정책
- II '담마'를 최소한의 죄악, 많은 미덕, 동정, 자유, 진실성, 순결성으로 규정한다.
- III 가혹함, 잔인함, 분노, 자존심 등의 죄악을 폐지한다.
- IV 관리들이 행해야 할 의무들
- V 어떤 날에는 죽여서는 안 되는 동물 및 새들의 목록과 어떤 경우에도 죽일 수 없는 또 다른 동물들의 목록(그리고 아소카에 의한 25명의 죄수의 석방을 묘사하고 있다).
- VI 아소카가 '담마' 정책을 위해 한 일들(아쇼카는 모든 종교들은 모두가 자기 통제와 마음의 순결을 원하고 있다고 말한다).
- VII 실험적인 칙령

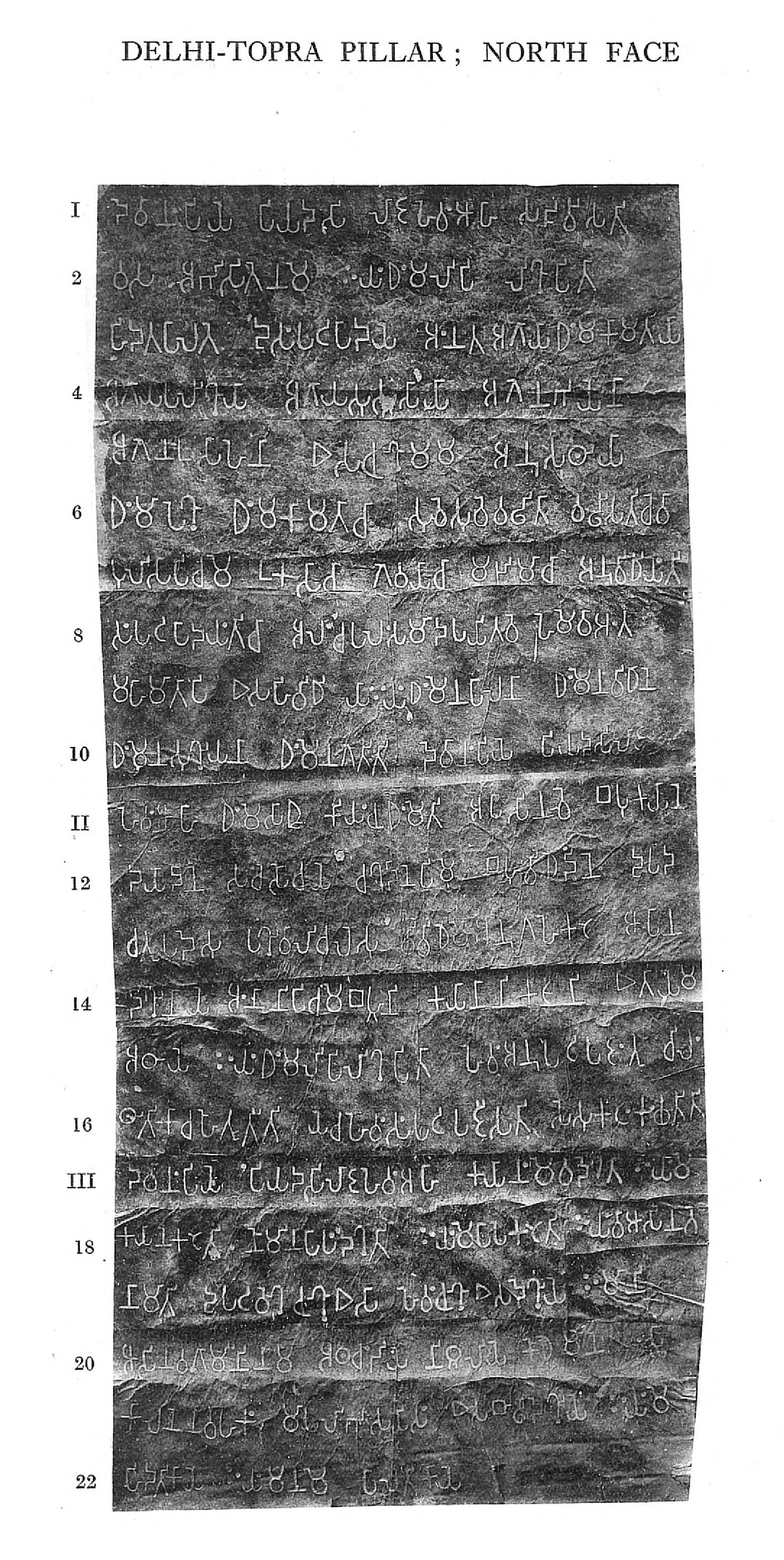
주요 칙령 I, II, III (델리 토프라)
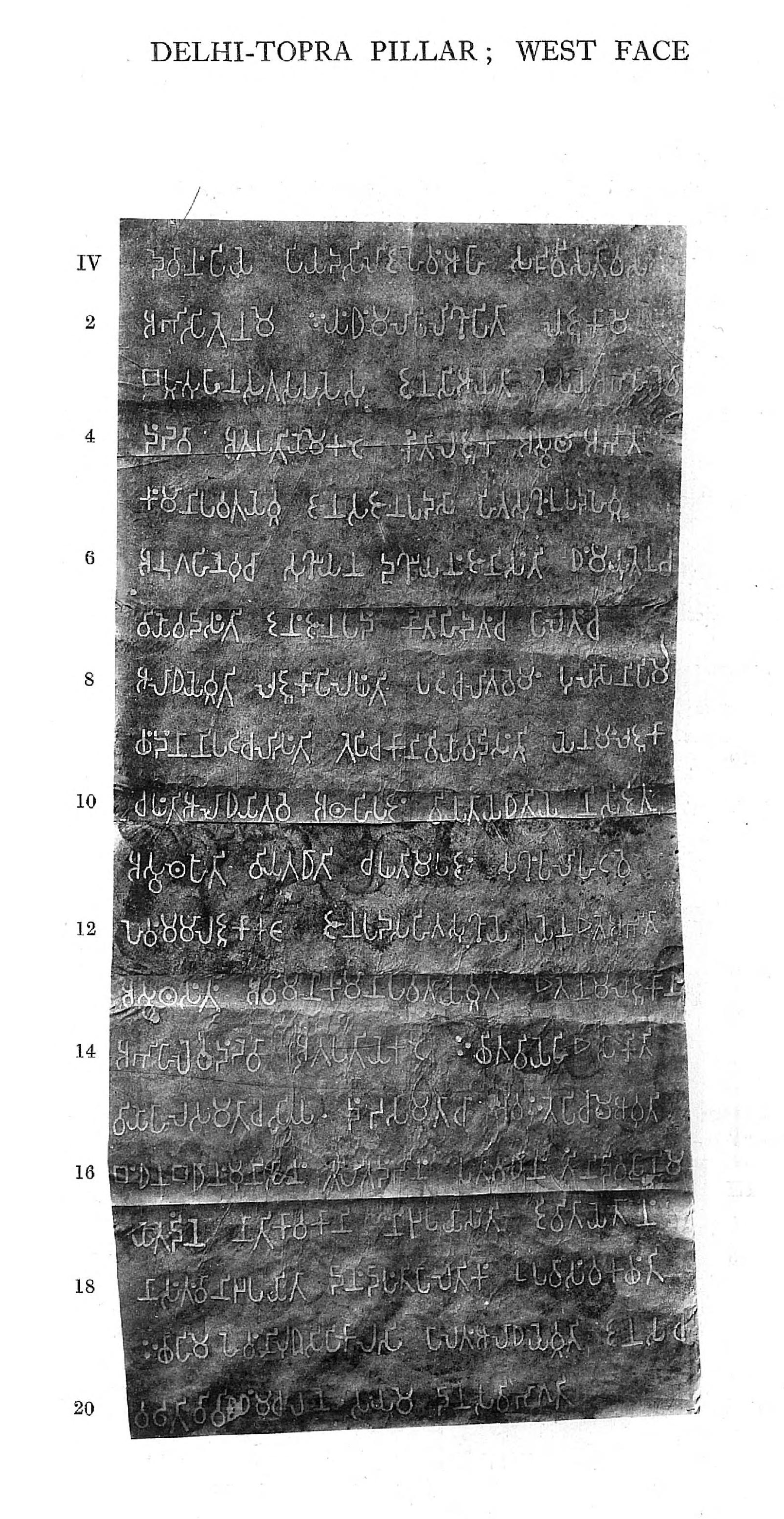
주요 칙령 IV (델리 토프라)
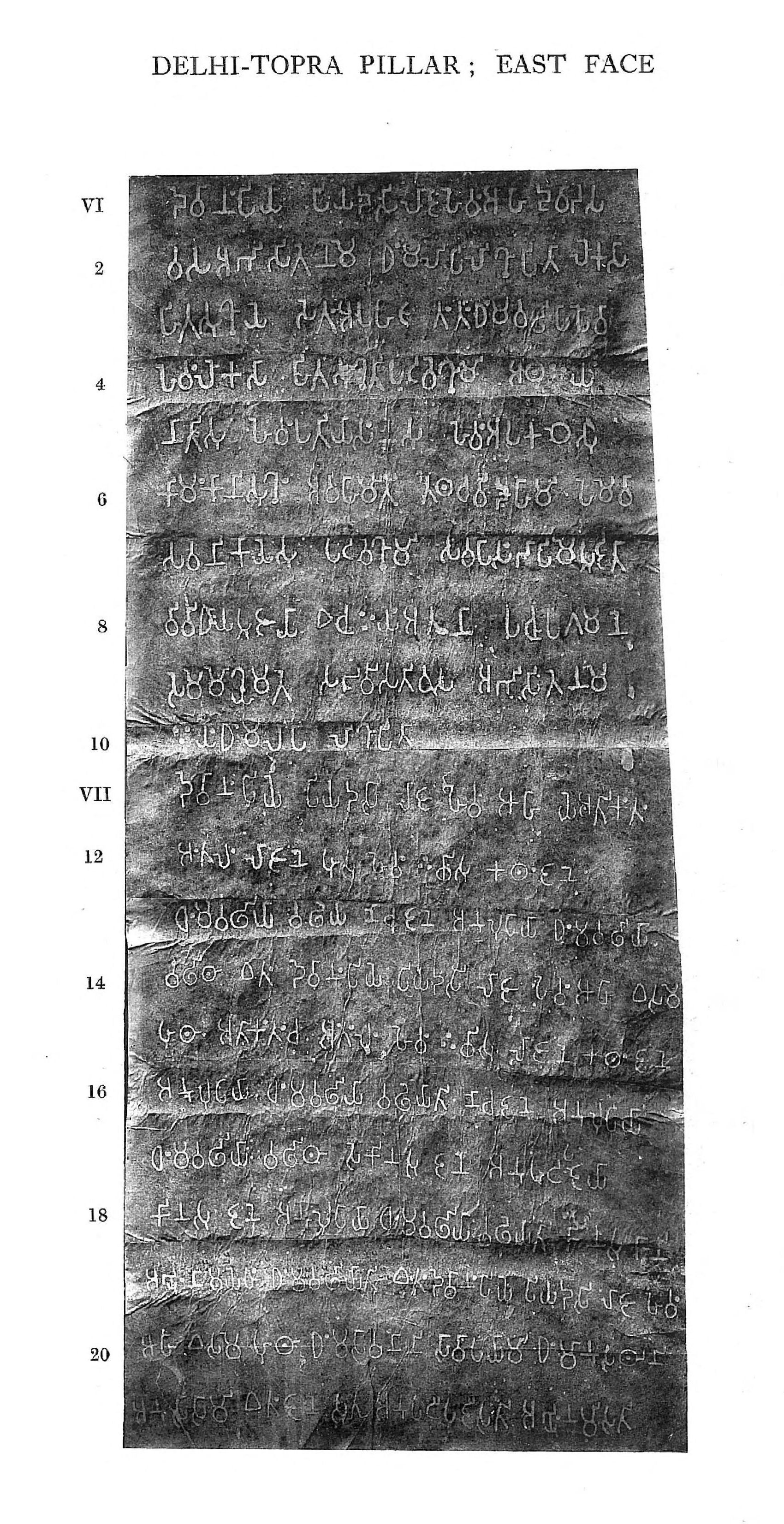
주요 칙령 V-VII (델리 토프라)
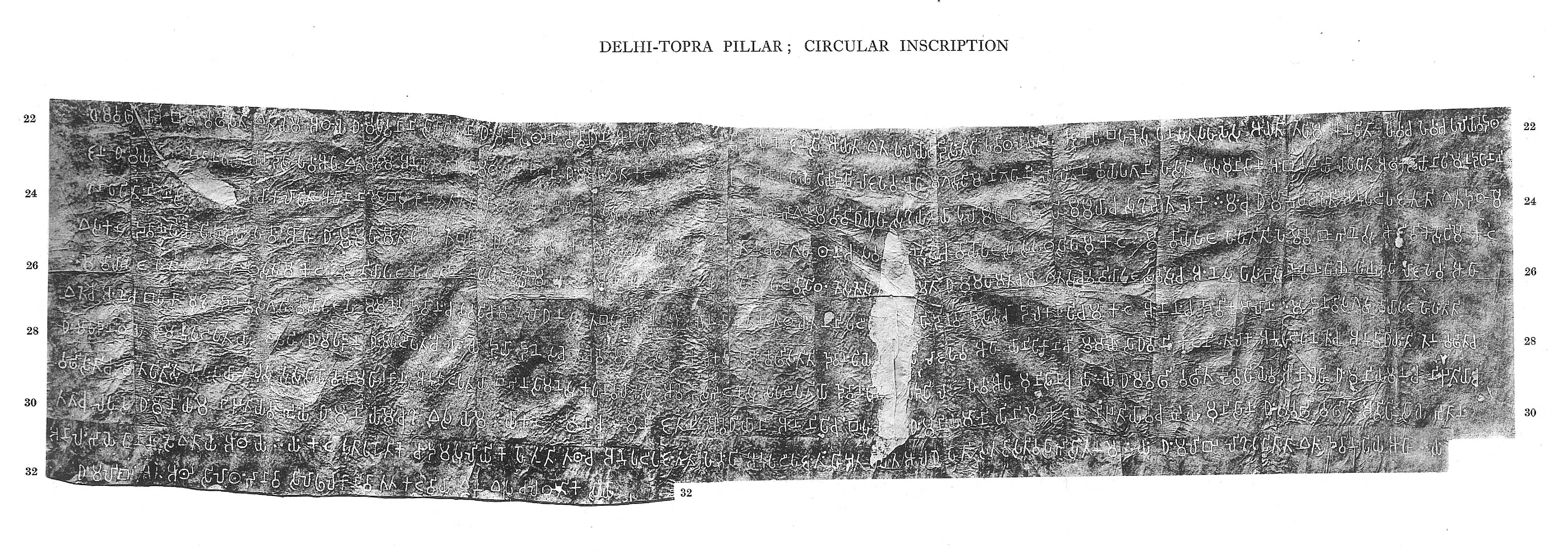
주요 칙령 VII, 두 번째 부분 (델리 토프라)

## 기둥의 조각 묘사

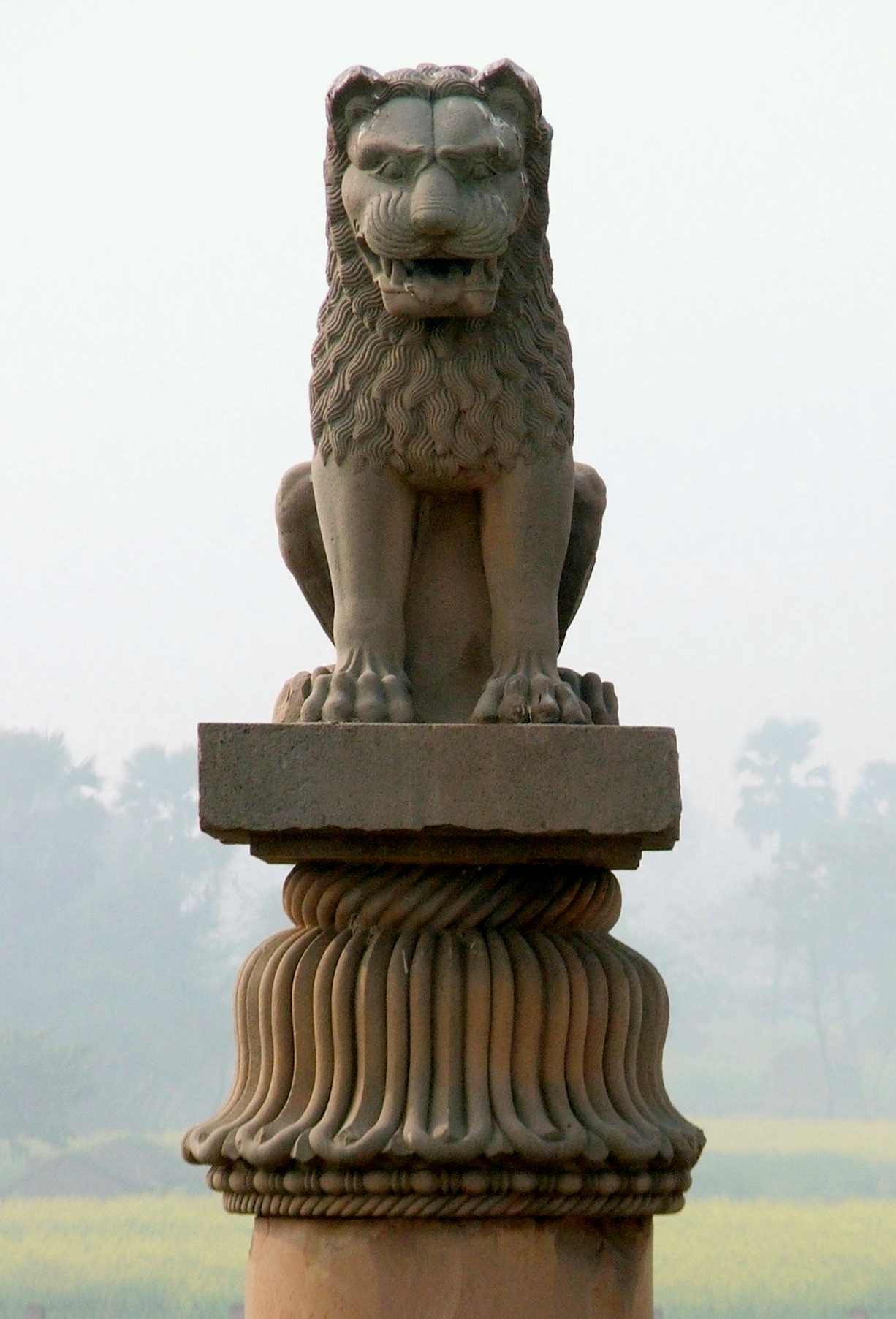
바이샬리에 소재한 사자 조각(앞면).

### 동물을 새긴 기둥
아소카 대제가 세운 가장 유명한 조각(우타 프라데시의 4사자 석주)는 기원전 250년경에 세워진 것으로 '아소카 석주'라고도 불린다. 네 마리의 사자들이 등을 맞대고 사면을 마주보고 앉아 있는 모습을 새긴 것으로 현재 이 기둥은 처음 세워진 곳에 남아 있는 반면 사자 머릿장식은 사르나트 박물관에 있다. 사르나트의 아소카 사자 석주는 인도의 국장으로 채택되었으며, 그 기단에서 나온 수레바퀴 무늬인 '아소카차크라'는 인도의 국기 한가운데에 배치되어 있다.
사자 조각들은 원래 24개의 바퀴살이 붙은 법륜을 떠받치고 있었던 것으로 보이는데, 13세기 타이의 망그라이 왕이 치앙마이 근처의 와트 우몽에 세운 복제품에서 그 원형을 추정해볼 수 있다.

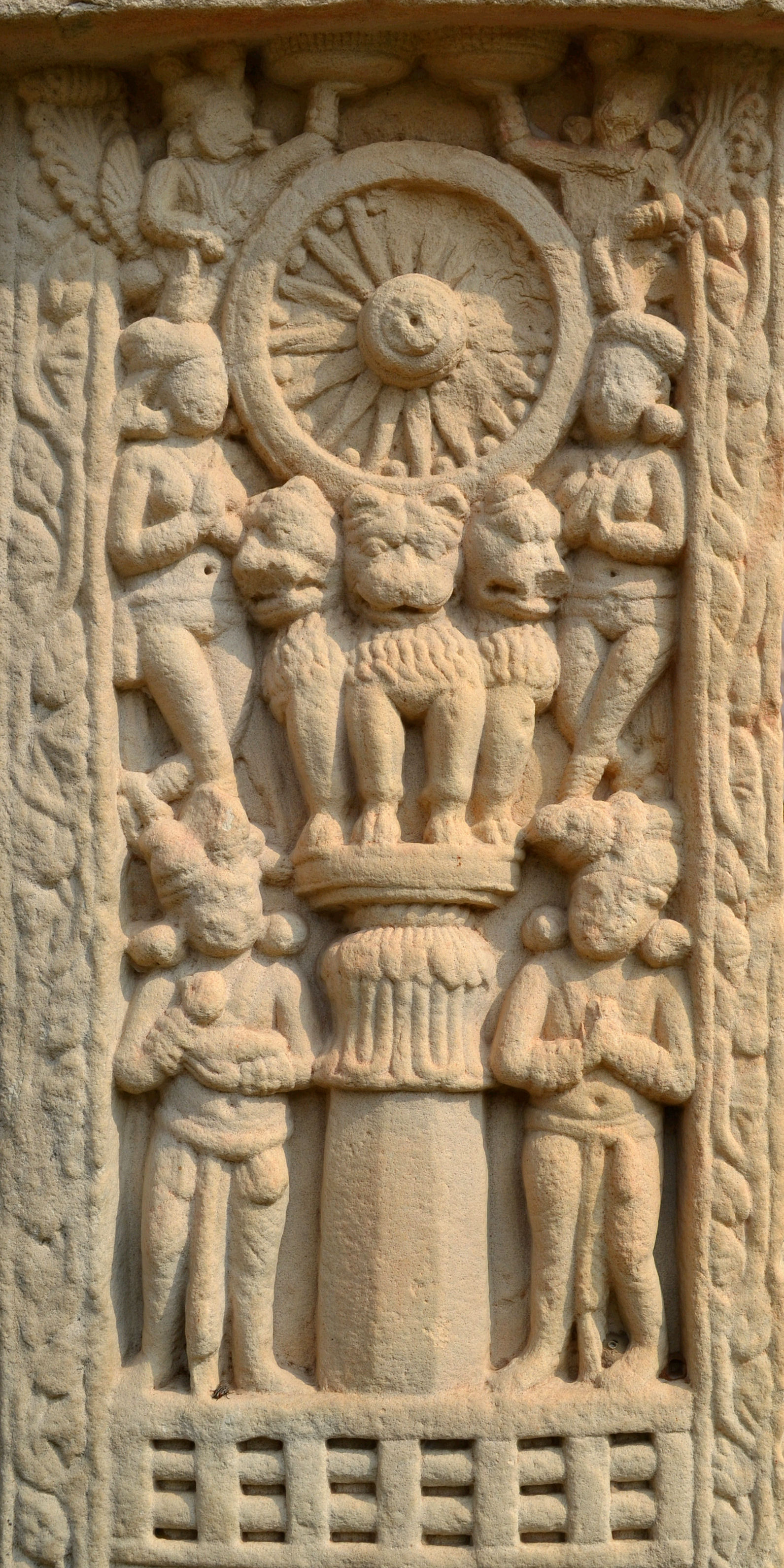
산치 3탑의 남쪽 입구에 새겨져 있는 법륜을 떠받치고 있는 네 마리 사자를 묘사한 부조. 사타바하나 왕조 시대의 것이다.

산치의 기둥도 네 마리 사자의 머릿장식을 가지고 있는데, 사르나트와 비슷하지만 손상되었다. 람푸르바에 있는 두 개의 기둥은 하나는 황소를, 다른 하나는 사자를 머릿장식으로 세우고 있다. 산키사 기둥은 일부가 파손된 코끼리 머릿장식이 남아 있는데, 기둥 축은 발견되지 않았으며 아마도 이것은 그 자리에 세워지지 않았던 것으로 보인다.
바이샬리 기둥의 사자는 한 마리가 단독으로 세워진 형태로 기둥의 위치는 불교 사원과 압히스케크 푸시칸(Abhiskek Pushkarn)이 위치해 있던 자리와 인접해 있다. 해당 유적의 발굴은 아직 진행 중이며 멀리 떨어진 지점에서 사원에 딸려 있던 것으로 보이는 정원의 흔적이 몇 군데 발견되었다. 사자는 북쪽을 향하고 있는데, 석가모니 부처가 열반을 앞두고 마지막 순례를 나섰고 열반에 들었던 쿠시나가라가 위치한 방향에 맞춰진 것이다. 발굴은 1969년부터 시작되었고, 이 아소카의 기둥이 흙에 파묻힌 채 현존하고 있다는 점이 당시 발굴 지점을 비정하는 가장 큰 동인이 되었다. 이러한 기둥들이 곳곳에 존재하지만 그들은 모두 머릿장식이 없다.

### 알라하바드의 기둥
알라하바드에는 아소카가 세운 비문과 훗날 굽타 제국 사모드라굽타와 무굴 제국의 자한기르 샤가 세운 비문이 새겨진 기둥이 있다. 이 기둥이 코살라의 수도였던 알라하바드에서 서쪽으로 약 30km 떨어진 고대 마을인 카우삼비에 처음 세워졌고, 아마도 이슬람교 통치 하에 알라하바드로 옮겨졌다는 것은 비문을 통해 명백히 알 수 있다.
이 기둥은 16세기경 무굴 제국의 악바르 대제가 갠지스강과 야무나강의 두물머리 지점에 왕궁으로써 세웠던 알라하바드 요새 안에 위치해 있다. 이 요새는 오늘날 인도군이 주둔하고 있어 기본적으로 일반에게 공개되지 않으며 기둥을 관람할 때는 특별 허가가 필요하다. 아소카의 비문은 브라흐미에 있으며 그 연대를 기원전 232년경으로 잡을 수 있다. 훗날 굽타 제국의 제2대 황제 사무드라굽타에 귀속된 비문은 브라흐미의 후기 버전인 보다 세련된 굽타 대본에 있으며, 건립 시점은 서기 375년경까지 거슬러 올라간다. 이 비문은 사무드라굽타가 그의 오랜 통치 기간 동안 건설한 제국의 규모를 열거하고 있다. 사무드라굽타는 비문이 건립될 당시 이미 40년을 재위하고 있었고 5년을 더 다스렸을 것이다. 보다 훗날에 페르시아어로 쓰여진 비문은 자한기르 샤에서 따온 것이다. 요새에는 또한 인도에서 가장 오래된 무화과 나무인 악셰이 배트(Akshay Vat)가 남아 있는데, 서사시 《라마야나》에 라마 왕자가 유배 중에 기도를 해야만 하는 신성한 나무로 등장한다.

### 라우리아 아레라즈와 라우리아 난단가르의 기둥
인도 웨스트 샹파란 주의 베티야에서 23km 떨어진 라우리야 난단가르에 있는 기둥에는 사자 한 마리를 새긴 조각이 남아 있다. 사자의 혹과 뒷다리는 관판을 넘어 돌출되어 있다. 이스트 샹파란 지구의 라우리야 아레라지, 비하르에 위치한 기둥에는 현재 어떤 머릿장식도 남아있지 않다.

### 기둥 건립
아소카의 기둥은 고대 이집트에서 오벨리스크를 세울 때 사용했던 것과 같은 방법으로 세워졌을지도 모른다. 로저 홉킨스와 마크 르르너는 1999년 25톤짜리 오벨리스크를 만들려는 시도를 포함한 여러 차례의 오벨리스크 발착 실험을 실시했는데, 이것은 작은 오벨리스크를 만들기 위한 두 번의 실험과 25톤짜리 오벨리스크를 만들기 위한 두 번의 시도가 실패한 데 이은 것이다.

## 재발견

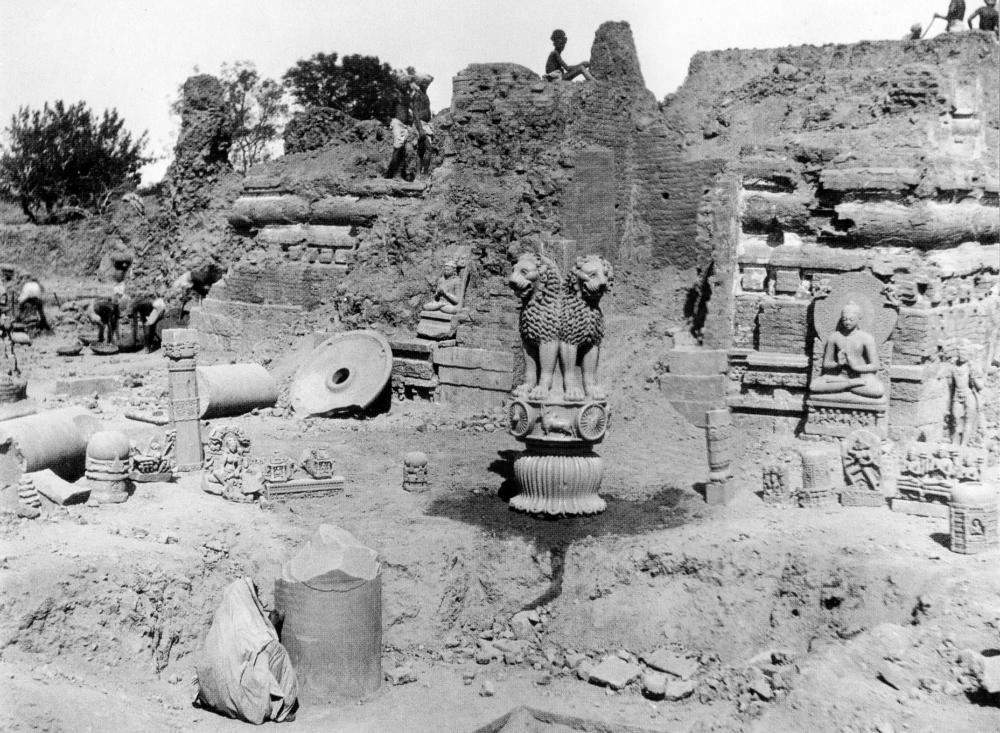
사르나트에서 재발견된 아소카의 기둥. 1905년에 찍은 발굴 현장 사진이다.

많은 기둥들이 자연적인 원인, 또는 타종교 숭배자들에 의해 파괴되거나 헐렸고, 시간이 흘러 점차 재발견되었다. 16세기에 영국 여행자 토마스 코랴트(Thomas Coryat)가 올드델리 유적지에서 아쇼카의 기둥을 발견하였다. 처음 그는 그것이 빛을 발하는 방식에서 그것이 놋쇠로 만들어졌다고 추정했지만 자세히 살펴보니 그것이 그리스어의 형태를 닮은 비문을 새기고 고도로 다듬어진 사암으로 만들어졌다는 것을 깨달았다. 1830년대에 영국의 동양학자 겸 미술학자 제임스 프린셉(James Prinsep, 1799 ~ 1840)은 군인인 에드워드 스미스(Edward Smith) 대위와 현지 영국인 식민지 관리인 조지 터너(George Turnour)의 도움으로 그것들을 해독하기 시작했다. 그들은 이 명문이 '비야다시 왕이라는 인물을 지칭하고 있는 내용임을 확인했는데, 그는 바로 석가모니 부처가 깨달음을 얻은 지 218년 만에 왕위에 올랐으며 인도의 통치자의 대명사로 알려진 아소카 대제였다. 학자들은 그 후 아소카의 비문 가운데 150개를 발견했는데, 이 비문은 인도 북부와 데칸의 중앙 고원 남쪽을 가로지르는 영역을 나타내는 바위나 돌기둥에 새겨져 있었으며, 국경 도시와 교역로 근처의 전략지에 배치되었다.
산치 기둥은 1851년 인도 고고조사국의 초대 장관인 알렉산더 커닝엄(Alexander Cunningham) 경이 이끄는 발굴 조사팀에 의해 발견되었다. 법현이나 현장이 언급한 사르나트 기둥의 지반 위에는 1904 ~ 1905년 겨울에 F.O. 오에르텔(F.O. Oertel)이라는 인물이 발굴에 참여할 때까지도 그 흔적이 남아 있지 않았다. 오에르텔은 인도의 기술 공무원으로 이전까지 어떤 발굴 조사에도 참여한 경험이 없었다. 그는 아소카가 세운 건물 위에 있는 주탑 서쪽의 굽타 제국 시절 사원의 잔해를 처음으로 발견해 냈다. 그 서쪽에서 그는 아소카의 기둥의 가장 낮은 부분을 발견했는데, 기둥은 곧게 서 있었지만 지면 가까이에서 부러져 있었다. 나머지 기둥은 대부분 인근 3개 구역에서 발견되었으며, 그 후 1851년 산치에서 아소카의 기둥의 머릿장식이 발굴된 이후 수색 작업이 계속되었고, 그 근처에서 그 유명한 아소카의 기둥 사자 머릿장식이 발견되었다. 그것은 산치에서 발견된 것보다 조각적 수법이 더 훌륭하고 보존 상태도 훨씬 더 좋은 상태였다. 그 기둥은 어느 시점에서 누군가에 의해 의도적으로 파손된 것으로 추정되었다. 이 발견은 이들 유물들만을 따로 수용하기 위한 인도 최초의 노천 박물관(그리고 당시 세계에서 몇 안 되는 박물관 중 하나)이 세워질 정도로 중요한 것으로 인식되었다.

## 아소카 대왕의 다른 건축물들
스투파(탑)
전설에 의하면 아소카는 석가모니 부처의 생애 행적과 유물을 기리는 8만 4천 개의 탑을 세웠다고 한다. 이 탑들 중 일부는 수레바퀴(법륜)의 중심축, 바퀴살, 테두리를 포함한 벽면 부조를 새기고 있었고, 다른 것들은 스와스티카(卐) 모양의 내벽을 포함하고 있었다. 수레바퀴는 태양, 시간, 법륜(법의 수레바퀴, 즉 다르마차크라dharmachakra)을 상징하며, 스와스티카는 고정된 중심을 중심으로 한 우주의 춤을 상징하며 악을 방어한다.
부다가야의 금강좌 사원
아소카는 또한 자신의 치세로부터 약 200년 전에 석가모니 부처가 깨달음에 도달한 장소인 부다가야에 금강좌 사원을 세웠다.순전히 석가모니 부처를 위해 바쳐진 이 불교적 기념물은 마우리안 양식으로 광택이 나는 회색의 두꺼운 사암에 조각된 것이다.
금강좌의 조각 장식은 아소카의 기둥에서 발견된 장식을 분명하게 반영하고 있다. 금강좌 조각에는 인동초와 거위 무늬를 띠처럼 두른 장식이 있는데, 아소카의 여러 기둥에서도 볼 수 있는 것으로
 람푸르바나 산치의 머릿장식과 같다. 특히 거위(함사)는 아소카의 기둥에 자주 등장하는 상징이며, 신앙을 찾아 몰려드는 신자들을 은유한 것으로 해석되기도 한다. 같은 왕좌는 기원전 100년경에 만들어진 바르후트의 후기 구호물에도 나타나 있다.

## 비슷한 기둥
6세기 중국 남북조 시대 말기 서량(西梁)의 마지막 황제 소종(蕭琮)의 무덤에 세워진 기둥은 아소카의 기둥과 닮아 있다.

## 같이 보기
- 델리의 철 기둥
- 인도의 역사
- 고대 인도